# Halone anartioides
Halone anartioides är en fjärilsart som beskrevs av Swinhoe 1892. Halone anartioides ingår i släktet Halone och familjen björnspinnare. Inga underarter finns listade i Catalogue of Life.